# Adoretus nudocostatus
Adoretus nudocostatus är en skalbaggsart som beskrevs av Benderitter 1927. Adoretus nudocostatus ingår i släktet Adoretus och familjen Rutelidae. Inga underarter finns listade i Catalogue of Life.